# 孟康 (三國)
孟康（?—?），三國曹魏人。字公休，安平人。曾任散騎侍郎、亦任典農校尉、中書令等官職。其《漢書音義》在訓詁、考據方面均有較高的成就，常常被各種古代典籍援引，惜已散佚。

## 生平
黄初中（220年 －226年間），由於與當時郭后有關係，并受九親賜拜，因而擔任散騎侍郎。正始中（約240年－249年間），出為弘農太守，领典農校尉。嘉平末（約254年），從渤海太守徵入為中書令，後轉為監。
孟康在黄初中為散騎侍郎，當時由於此官一般是由高才英儒暫充，但只有孟康是因為郭后的關係得到這個位子，當時眾人皆鄙視他而譏為「阿九」。由於散騎侍郎是個冗官，因而可以博覽群書，而其為文義雅而切要。
在弘農任太守時，眾人雖皆知孟康乃有志之人，但未曾宰牧地方，其能力可能不迨，但上任後，「清己奉职，嘉善而矜不能，省息狱讼，缘民所欲，因而利之」，眾人方知其「恩泽治能乃尔，吏民稱歌焉」。

## 成就
孟康最為人稱道的著作，《漢書音義》，在訓詁及考據方面均有極高的成就，後人在注解古代典籍時，便經常援引，例如：顏師古《漢書集注》、《史記三家注》、酈道元《水經注》、李善《文選注》以及胡三省《資治通鑑注》等。 但孟康之書在唐朝魏徵編《隋書》時便已亡佚。清末楊守敬搜錄了上述顏師古、《史記三家注》、酈道元以及李善所注等四部書，所引孟康注解條目，輯成《漢書二十三家注鈔·孟康》，功在還原孟康《漢書音義》本貌。